# Uno-X Mobility (mannenwielerploeg)/2025
Deze pagina geeft een overzicht van de Uno-X Pro Cycling Team-wielerploeg in 2025.

## Algemene gegevens
Teammanager: Thor Hushovd
Ploegleiders: Christian Andersen, Olav Aleksandr Bu, Arne Ensrud, Kristian Kulset, Max Emil Kørner, Stig Kristiansen, Gabriel Rasch, Leonard Snoeks, Gino Van Oudenhove, Martin Vestby, Emil Mielke Vinjebo, Jesper Bundgaard Vinkel

Fietsmerk: Ridley
Kleding: Fusion

## Renners
| Naam                       | Geboortedatum | Nationaliteit | Ploeg 2024                      |
| -------------------------- | ------------- | ------------- | ------------------------------- |
| Jonas Abrahamsen           | 20-09-1995    | Noorwegen     |                                 |
| Carl-Frederik Bévort       | 24-11-2003    | Denemarken    |                                 |
| Erlend Blikra              | 11-01-1997    | Noorwegen     |                                 |
| William Blume Levy         | 14-01-2001    | Denemarken    |                                 |
| Magnus Cort                | 16-01-1993    | Denemarken    |                                 |
| Simon Dalby                | 29-01-2003    | Denemarken    | Uno-X Mobility Development Team |
| Fredrik Dversnes           | 20-03-1997    | Noorwegen     |                                 |
| Stian Fredheim             | 23-03-2003    | Noorwegen     |                                 |
| Markus Hoelgaard           | 04-10-1994    | Noorwegen     |                                 |
| Ådne Holter                | 08-07-2000    | Noorwegen     |                                 |
| Jonas Iversby Hvideberg    | 09-02-1999    | Noorwegen     |                                 |
| Amund Grøndahl Jansen      | 11-02-1994    | Noorwegen     | Team Jayco AlUla                |
| Anders Halland Johannessen | 23-08-1999    | Noorwegen     |                                 |
| Tobias Halland Johannessen | 23-08-1999    | Noorwegen     |                                 |
| Alexander Kristoff         | 05-07-1987    | Noorwegen     |                                 |
| Andreas Kron               | 01-06-1998    | Denemarken    | Lotto Dstny                     |
| Johannes Kulset            | 14-04-2004    | Noorwegen     |                                 |
| Magnus Kulset              | 18-08-2000    | Noorwegen     |                                 |
| Andreas Leknessund         | 21-05-1999    | Noorwegen     |                                 |
| Sakarias Koller Løland     | 20-09-2001    | Noorwegen     |                                 |
| Henrik Pedersen            | 03-12-2004    | Denemarken    | Uno-X Mobility Development Team |
| Erik Nordsæter Resell      | 28-09-1996    | Noorwegen     |                                 |
| Anders Skaarseth           | 07-05-1995    | Noorwegen     |                                 |
| Rasmus Tiller              | 28-07-1996    | Noorwegen     |                                 |
| Martin Urianstad           | 06-02-1999    | Noorwegen     |                                 |
| Rasmus Bøgh Wallin         | 02-01-1996    | Denemarken    |                                 |
| Søren Wærenskjold          | 12-03-2000    | Noorwegen     |                                 |

### Vertrokken
| Naam                 | Geboortedatum | Nationaliteit | Ploeg 2025                      |
| -------------------- | ------------- | ------------- | ------------------------------- |
| Idar Andersen        | 30-04-1999    | Noorwegen     | ?                               |
| Louis Bendixen       | 23-06-1995    | Denemarken    | ?                               |
| Odd Christian Eiking | 28-12-1994    | Noorwegen     | Unibet Tietema Rockets          |
| Tord Gudmestad       | 08-05-2001    | Noorwegen     | Decathlon AG2R La Mondiale Team |
| Sindre Kulset        | 07-08-1998    | Noorwegen     | ?                               |
| Niklas Larsen        | 22-03-1997    | Denemarken    | BHS-PL Beton Bornholm           |
| Marcus Sander Hansen | 25-08-2000    | Denemarken    | BHS-PL Beton Bornholm           |

## Overwinningen
| Nationale kampioenschappen wielrennen Noorwegen - weg: Andreas Leknessund AlUla Tour Jongerenklassement: Johannes Kulset Ploegenklassement: *1) Ster van Bessèges 2e etappe: Søren Wærenskjold Ruta del Sol 3e etappe: Alexander Kristoff O Gran Camiño 1e etappe: Magnus Cort 2e etappe: Magnus Cort 5e etappe: Magnus Cort Puntenklassement: Magnus Cort Omloop Het Nieuwsblad Søren Wærenskjold Tirreno-Adriatico 5e etappe: Fredrik Dversnes | La Roue Tourangelle Erlend Blikra Route Adélie de Vitré Stian Fredheim Région Pays de la Loire Tour Bergklassement: Andreas Leknessund Sundvolden GP Andreas Leknessund Ringerike GP Sakarias Koller Løland Ronde van Slovenië Eindklassement: Anders Halland Johannessen Ronde van Frankrijk 11e etappe: Jonas Abrahamsen Arctic Race of Norway 2e etappe: Alexander Kristoff 4e etappe: Fredrik Dversnes | Ronde van Denemarken 2e etappe: Søren Wærenskjold Circuit Franco-Belge Jonas Abrahamsen |

*1) Ploeg AlUla Tour: Abrahamsen, Dversnes, Kristoff, Holter, J. Kulset, M. Kulset, Wallin
Burgos-Burpellet-BH · Caja Rural-Seguros RGA · Equipo Kern Pharma · Euskaltel-Euskadi · Israel-Premier Tech · Lotto · Q36.5 Pro Cycling Team · Team Flanders-Baloise · Team Novo Nordisk · Team Polti VisitMalta · Toscana Factory Team Vini Fantini · TotalEnergies · Tudor Pro Cycling Team · Unibet Tietema Rockets · Uno-X Mobility · VF Group-Bardiani CSF-Faizanè · Wagner Bazin WB
Mannen: 2020 · 2021 · 2022 · 2023 · 2024 · 2025
Vrouwen: 2022 · 2023 · 2024 · 2025